# Опера-Комик
О музыкальном жанре см. опера комик
«Опера́-Коми́к» (фр. Opéra-Comique; полное название Национальный театр комической оперы, фр. Théâtre national de l’Opéra-Comique) — оперный театр в Париже, основанный в 1715 году и первоначально предназначенный для постановки комических опер.
Наибольшее значение театр имел в XIX веке, когда он стал одним из центров национальной культуры. В этот период в театре прошли мировые премьеры многих известных опер, в том числе «Кармен» Бизе.
В 1973—1990 годах театр функционировал в качестве оперной студии при Парижской опере, где работали молодые певцы, дирижёры, режиссёры.

## История
Театр был основан труппой Готье де Сент-Эдме и Катрин Барон для представления музыкальных спектаклей на французском языке в противовес доминировавшей по всей Европе итальянской опере. Королевское разрешение на открытие нового театра обязывало труппу ставить такие спектакли, в которых вокальные номера чередовались бы со сценическим диалогом, чтобы таким образом новый проект не создавал конкуренции Парижской опере.
В XVIII веке существование театра было сопряжено с финансовыми трудностями, он не раз закрывался на один или несколько сезонов; период наибольшего взлёта был связан с руководством Жана Монне и Шарля Симона Фавара в 1740—1750-х годах. В 1783 году для театра было построено здание на площади Буальдьё во II округе Парижа со зрительным залом на 1100 мест. Это здание сгорело 15 января 1838 года в ходе представления оперы Моцарта «Дон Жуан».
В 1840 году было построено новое здание «Опера-Комик», открывшееся постановкой оперы Фердинана Герольда «Луг писцов». На этой сцене состоялся ряд важнейших премьер в истории французской и мировой музыки, в том числе первое представление оперы Жоржа Бизе «Кармен» (3 марта 1875), премьеры опер Амбруаза Тома, Франсуа Обера, Жюля Массне, а также первое исполнение кантаты Гектора Берлиоза «Осуждение Фауста» (6 декабря 1846). 25 мая 1887 года этот театр также был уничтожен пожаром, во время представления «Миньона» Тома; погибло 87 человек.
Третье здание Опера Комик, действующее поныне, построенное по проекту Луи Бернье, было торжественно открыто 7 декабря 1898 года президентом Франции Феликсом Фором. Среди наиболее значительных событий этого периода — премьера оперы Клода Дебюсси «Пеллеас и Мелизанда» 30 апреля 1902 года.
Во второй половине XX века «Опера-Комик» на некоторое время потеряла свою самостоятельность, став одним из подразделений Парижской оперы, однако в 1990 году её автономия была восстановлена.